# Рутберг Філіп Григорович
Філі́п Григо́рович Ру́тберг (22 вересня 1931, Вінниця, Українська РСР — 12 квітня 2015, Санкт-Петербург, Росія) — радянський і російський вчений-електрофізик і організатор петербурзької науки, доктор технічних наук, професор, академік Російської академії наук, лауреат Державної премії СРСР (1982), директор Інституту проблем електрофізики і електроенергетики РАН (з 1991), професор Санкт-Петербурзького державного технічного університету, член Президії Санкт-Петербурзького наукового центру РАН. Фахівець у галузі проблем електротехніки, створення електрофізичних пристроїв і систем їх живлення.

## Біографія
Народився 1931 року в сім'ї лікарів. Батько — військовий лікар Григорій Юхимович (Фроїмович) Рутберг (1895—?), мати — педіатр, доктор медичних наук, професор Сара Пилипівна Шинкарьова (1890—?). Під час війни сім'я була евакуйована до Куйбишева. Родичі, що залишилися у Вінниці, були розстріляні німцями під час окупації міста. Батько служив у 96-му окремому медсанбаті майором медичної служби, нагороджений орденом Червоної Зірки.
У 1954 році Філіп Рутберг закінчив юридичний факультет Ленінградського державного університету, а в 1961 році — Ленінградський політехнічний інститут ім. М. В. Калініна за спеціальністю «електрофізика». Працював викладачем у технікумі, потім займався науковою роботою у Фізико-технічному інституті імені А. Ф. Йоффе.
15 грудня 1990 року обраний членом-кореспондентом Академії наук СРСР (з 1991 року — Російської академії наук) у відділення фізико-технічних проблем енергетики за спеціальністю «Електротехніка, в тому числі електрофізика».
У 1991 році Філіп Рутберг призначений директором Інституту проблем електрофізики і електроенергетики РАН, розташованого в Санкт-Петербурзі.
26 травня 2000 року обраний академіком Російської академії наук. Тоді ж обраний членом президії РАН.
Помер Філіп Рутберг 12 квітня 2015 року Санкт-Петербурзі на 84-му році життя. Похований на Північному кладовищі Санкт-Петербурга.

## Науковий внесок
Світову популярність Філіп Рутберг здобув після створення імпульсних систем енергоживлення на базі електромашинних агрегатів. Визнаний у світі фахівець у галузі фізики потужних розрядів у щільних газових середовищах. Автор численних публікацій і монографій з фізики газових розрядів.
Забезпечив першість російських учених у плазмових технологіях, використання яких різко знижує обсяги шкідливих викидів в атмосферу. У Росії Філіп Рутберг відомий як пропагандист і практик енергетики, заснованої на знищенні органічного й міського сміття. Рутберг вважав, що поряд з плазмохімією та плазмовою металургією російський плазмотрон як газорозрядний пристрій для отримання низькотемпературної плазми міг бути задіяним як для вирішення глобальних енергетичних проблем людства, так і для вирішення ситуації з відходами (сміттям) в російських мегаполісах. Неодноразово робив заяви щодо того, що будівництво полігонів для утилізації сміття залишається «порочною практикою» при вирішенні глобальної проблеми сучасного світу. Висловлював стурбованість тим, що при незадіяності наукових розробок продовжується забруднення вод і ґрунтів Землі. Виходом зі сформованої ситуації вважав повсюдне застосування технології плазмового піролізу речовини, в ході якого відбувається максимально можливе знешкодження органічних відходів, складових до 98 % всієї маси сміття. Інноваційні розробки засновував на формулою, згідно з якою переробка одного кілограма сміття може дати не менше 2 кіловат-годин електроенергії.

## Нагороди, премії
- Державна премія СРСР (1982)
- Орден Дружби (1999)[7]
- Державна премія Російської Федерації (2003)
- Премія імені А. Н. Крилова Уряду Санкт-Петербурга — за праці з електрофізики, фізики низькотемпературної плазми та спеціальної електроенергетики (2007)
- Орден Пошани (2007)[8]
- Лауреат премії Уряду Російської Федерації в галузі освіти (2010) за науково-практичну розробку «Наукові дослідження і навчальні посібники з фізики низькотемпературної плазми»[9]
- Лауреат премії «Глобальна енергія» (2011)